# Знаки почтовой оплаты Украины (2001)
Знаки почтовой оплаты Украины (2001) — перечень (каталог) знаков почтовой оплаты (почтовых марок), введённых в обращение почтой Украины в 2001 году.
В 2001 году было выпущено 58 почтовых марок, в том числе 52 памятные (коммеморативные) почтовые марки и шесть стандартных марок пятого выпуска (с литерными индексами вместо номинала). Тематика коммеморативных марок охватывала юбилеи выдающихся деятелей культуры, памятники архитектуры Украины, знаменательные даты, виды представителей фауны и флоры и другие сюжеты. В обращение поступили марки номиналом от 0,1 до 3 гривен, а также массовый тираж стандартных почтовых марок пятого выпуска с литерным номиналом «В», «Д», «Е», «Є», «Ж», «Р».
Все почтовые марки, введённые в обращение почтой Украины в 2001 году, напечатаны государственным предприятием «Полиграфический комбинат „Украина“».

## Список коммеморативных марок
Порядок следования элементов в таблице соответствует номеру по каталогу марок Украины на официальном сайте Укрпочты (укр. КМД УДППЗ «Укрпошта»), в скобках приведены номера по каталогу «Михель».
| № по каталогу                                                                                               | Изображение | Описание и источники | Номинал                              | Дата выпуска          | Тираж                   | Художник                              |
| --- | ----------- | --- | ------------------------------------ | --------------------- | ----------------------- | ------------------------------------- |
| № 364 (Mi #424)                                                                                             |             | «Св. Димитрій Ростовський». с укр. — «Св. Димитрий Ростовский». | 0,75 гривны                          | 16 января 2001 года   | 150 000                 | Александр Кошель                      |
| № 365 (Mi #425)                                                                                             |             | «Зі святом закоханих!». с укр. — «С праздником влюблённых!». | 0,30 гривны                          | 26 января 2001 года   | 350 000                 | Л. Калмыкова                          |
| № 366 (Mi #426)                                                                                             |             | Блок «Данило Романович (Галицький). 1201—1264». с укр. — «Блок Даниил Романович (Галицкий) (1201—1264)». | 3,00 гривны                          | 1 февраля 2001 года   | 60 000                  | Алексей Штанко                        |
| № 367 (Mi #427)                                                                                             |             | Серія «Гетьмани України»: Юрій Хмельницький. с укр. — «Серия «Гетманы Украины»: - Гетман Юрий Хмельницкий». | 0,30 гривны                          | 20 февраля 2001 года  | 500 000                 | Юрий Логвин                           |
| № 368 (Mi #428)                                                                                             |             | Серія «Гетьмани України»: Михайло Ханенко. с укр. — «Серия «Гетманы Украины»: - Гетман Михаил Ханенко». | 0,50 гривны                          | 20 февраля 2001 года  | 500 000                 | Юрий Логвин                           |
| № 369 (Mi #429)                                                                                             |             | 125-річчя винайдення телефону. с укр. — «125-летие изобретения телефона». | 0,70 гривны                          | 6 марта 2001 года     | 200 000                 | Валерий Евтушенко                     |
| № 370 (Mi #430)                                                                                             |             | Серія «Дитячі малюнки»: Аліна Ночвай, 9 років. с укр. — «Серия «Детские рисунки»: Алина Ночвай, 9 лет». | 0,10 гривны                          | 7 марта 2001 года     | 1 300 000               | Николай Кочубей                       |
| № 371 (Mi #431)                                                                                             |             | Серія «Дитячі малюнки»: Оля Пініч, 8 років. с укр. — «Серия «Детские рисунки»: Оля Пинич, 8 лет». | 0,30 гривны                          | 7 марта 2001 года     | 300 000                 | Николай Кочубей                       |
| № 372 (Mi #432)                                                                                             |             | Серія «Дитячі малюнки»: малюнок Даші Чембержі, 6 років. с укр. — «Серия «Детские рисунки»: Даша Чембержи, 6 лет». | 0,40 гривны                          | 7 марта 2001 года     | 900 000                 | Николай Кочубей                       |
| № 379 (Mi #439) № 380 (Mi #440) № 381 (Mi #441)                                                             |             | Зчіпка з серії «Українські народні казки»: Лисичка-сестричка та Вовк-панібрат; Рукавичка; Сірко. с укр. — «Сцепка из серии «Украинские народные сказки»: - Лисичка-сестричка и Волк-панибрат - Рукавичка - Сирко». | 0,30 гривны                          | 14 апреля 2001 года   | 300 000                 | Кость Лавро                           |
| № 382 (Mi #442) № 383 (Mi #443)                                                                             |             | Зчіпка серії «Суднобудування в Україні»: Лінійний корабель «Три святителі»; Лінійний корабель «Дванадцять апостолів». с укр. — «Сцепка из серии «Судостроение на Украине»: - линейный корабль «Три святителя» - линейный корабль «Двенадцать апостолов»». | 0,30 0,20 гривны                     | 20 апреля 2001 года   | 200 000                 | Валерий Руденко                       |
| № 384 (Mi #444) № 385 (Mi #445)                                                                             |             | Зчіпка «Європа. Вода — природне багатство». с укр. — «Сцепка «Европа. Вода — природное богатство»». | 1,00 гривна                          | 27 апреля 2001 года   | 300 000                 | Олег Петренко-Заневский               |
| № 386 (Mi #446)                                                                                             |             | Свята трійця. с укр. — «Святая Троица». | 0,30 гривны                          | 15 мая 2001 года      | 300 000                 | Кость Лавро                           |
| № 387 (Mi #447) № 388 (Mi #448) № 389 (Mi #449) № 390 (Mi #450) № 391 (Mi #451) № 392 (Mi #452)             |             | Блок (малий аркуш) «Бджільництво»: Збір пилку Апітерапія Робоча бджола Бджолина матка Вулик Трутень. с укр. — «Блок (малый лист) «Пчеловодство»: - Сбор пыльцы - Апитерапия - Рабочая пчела - Пчелиная матка - Улей - Трутень». | 0,50 гривны                          | 22 мая 2001 года      | 50 000                  | Катерина Штанко                       |
| № 393 (Mi #453)                                                                                             |             | Блок «Києво-Печерська лавра. 1051—2001»: Успенський собор. с укр. — «Блок «Киево-Печерская лавра (1051—2001)»: Успенский собор». | 1,50 гривны                          | 25 мая 2001 года      | 50 000                  | Оксана Тернавская                     |
| № 394 (Mi #454)                                                                                             |             | Візит Папи Римського Івана Павла II в Україну. с укр. — «Визит папы римского Иоанна Павла II на Украину». | 3,00 гривны                          | 15 июня 2001 года     | 500 000                 | Василий Василенко                     |
| № 395 (Mi #455)                                                                                             |             | «Закарпатська область». с укр. — «Закарпатская область». | 0,30 гривны                          | 29 июня 2001 года     | 200 000                 | Александр Калмыков                    |
| № 396 (Mi #464)                                                                                             |             | «Харківська область». с укр. — «Харьковская область». | 0,30 гривны                          | 18 августа 2001 года  | 200 000                 | Александр Калмыков                    |
| № 397 (Mi #465)                                                                                             |             | «Чернігівська область». с укр. — «Черниговская область». | 0,30 гривны                          | 21 сентября 2001 года | 200 000                 | Александр Калмыков                    |
| № 398 (Mi #466)                                                                                             |             | «Кіровоградська область». с укр. — «Кировоградская область». | 0,30 гривны                          | 22 сентября 2001 года | 200 000                 | Александр Калмыков                    |
| № 399 (Mi #456) № 400 (Mi #457) № 401 (Mi #458)                                                             |             | Блок «Скарби музеїв України» Музей мистецтв імені Богдана та Варвари Ханенків, Київ: Богоматір з немовлям Христом, VI ст.; Святі Сергій і Вакх, VII ст.; Іоанн Хреститель, VI ст. с укр. — «Блок «Сокровища музеев Украины»: Музей искусств имени Богдана и Варвары Ханенко, Киев: - Богородица с младенцем Христом, VI век; - Святые Сергий и Вакх, VII век; - Иоанн Креститель, VI век». | 0,20 0,50 0,30 гривны                | 12 июля 2001 года     | 50 000                  | Оксана Тернавская                     |
| № 402 (Mi #459) № 403 (Mi #460)                                                                             |             | Зчіпка з серії «Червона книга України»: Шуліка рудий; Ємуранчик звичайний. с укр. — «Серия «Красная книга Украины», сцепка: - Красный коршун (Milvus milvus) - Обыкновенный емуранчик (Scirtopoda telum)». | 1,00 гривна                          | 24 июля 2001 года     | 300 000                 | Геннадий Кузнецов                     |
| № 404 (Mi #461)                                                                                             |             | Дмитро Бортнянський (1751—1825). с укр. — «Дмитрий Бортнянский (1751—1825)». | 0,20 гривны                          | 26 июля 2001 года     | 300 000                 | Юлия Бородай                          |
| № 405 (Mi #462)                                                                                             |             | Український футбол. с укр. — «Украинский футбол». | 0,50 гривны                          | 10 августа 2001 года  | 500 000                 | Валерий Евтушенко                     |
| № 406 (Mi #463)                                                                                             |             | Блок «Проголосити 24 серпня 1991 року Україну незалежною демократичною державою». с укр. — «Блок «Десятая годовщина независимости Украины»». | 3,00 гривны                          | 15 августа 2001 года  | 50 000                  | Александр Калмыков, фото Е. Лукацкого |
| № 407 (Mi #467)                                                                                             |             | VII Національна філателістична виставка у Дніпропетровську. с укр. — «VII Национальная филателистическая выставка в Днепропетровске». | 0,30 гривны                          | 7 октября 2001 года   | 600 000                 | Владимир Лемзяков                     |
| № 408 (Mi #468)                                                                                             |             | Діалог цивілізацій. с укр. — «Год диалога цивилизаций». | 0,70 гривны                          | 9 октября 2001 года   | 200 007 (22 223 листов) | Urska Golob (Словения)                |
| № 409 (Mi #469) № 410 (Mi #470)                                                                             |             | Блок «Чорне море»: Дельфіни; Морські коники. с укр. — «Блок «Фауна Чёрного моря»: - Дельфины - Морские коньки». | 0,70 0,30 гривны                     | 19 октября 2001 года  | 50 000                  | Александр Кошель                      |
| № 411 (Mi #471)                                                                                             |             | Різдво Христове. с укр. — «Рождество Христово: ряженые». | 0,30 гривны                          | 9 ноября 2001 года    | 550 000                 | Олег Петренко-Заневский               |
| № 412 (Mi #472)                                                                                             |             | Святий Миколай. с укр. — «Святой Николай». | 0,30 гривны                          | 16 ноября 2001 года   | 400 000                 | Кость Лавро                           |
| № 413 (Mi #473)                                                                                             |             | Новий рік. с укр. — «Новый год». | 0,30 гривны                          | 23 ноября 2001 года   | 500 000                 | Катерина Штанко                       |
| № 414 (Mi #474) № 415 (Mi #475)                                                                             |             | Зчіпка «Спільний випуск України і Грузії»: Тарас Шевченко; Акакій Церетелі. с укр. — «Совместный выпуск Украины и Грузии: сцепка поэты Тарас Шевченко и Акакий Церетели». | 0,40 гривны                          | 19 декабря 2001 года  | 200 000                 | Василий Василенко                     |
| № 416А (Mi #476C) № 417А (Mi #477C) № 418А (Mi #478C) № 419А (Mi #479C) № 420А (Mi #480C) № 421А (Mi #481C) |             | Блок «Український народний одяг». с укр. — «Блок «Украинский народный костюм»». | 0,20 0,50 0,20 0,50 0,20 0,50 гривны | 20 декабря 2001 года  | 50 000                  | Николай Кочубей                       |
| № 416 (Mi #476A) № 417 (Mi #477A)                                                                           |             | Зчіпка «Український народний одяг. Київщина»: Зелені свята; Різдвяні свята. с укр. — «Сцепка «Украинский народный костюм» Киевщина: - Зелёные святки; - Рождественские святки». | 0,20 0,50 гривны                     | 20 декабря 2001 года  | 200 000                 | Николай Кочубей                       |
| № 418 (Mi #478A) № 419 (Mi #479A)                                                                           |             | Зчіпка «Український народний одяг. Чернігівщина»: Троїсті музики; Наречений і наречена. с укр. — «Сцепка «Украинский народный костюм» Черниговщина: - Троистые музыки; - Свадьба». | 0,20 0,50 гривны                     | 20 декабря 2001 года  | 200 000                 | Николай Кочубей                       |
| № 420 (Mi #480A) № 421 (Mi #481A)                                                                           |             | Зчіпка «Український народний одяг. Полтавщина»: Водохреще; Івана Купала. с укр. — «Сцепка «Украинский народный костюм» Полтавщина: - Крещение Господне; - Иван Купала». | 0,20 0,50 гривны                     | 20 декабря 2001 года  | 200 000                 | Николай Кочубей                       |

## Пятый выпуск стандартных марок (2001—2006)
Пятый выпуск стандартных марок независимой Украины (2001—2006) был представлен знаками почтовой оплаты литерными номиналами: «В», «Д», «Е», «Є», «Ж», «Р». Они соответствуют заранее указанному Укрпочтой тарифу на пересылку корреспонденции, а также эквивалентны определённой сумме в гривнях или долларах США, стоимость для продажи последних рассчитывается по курсу НБУ.
В мировой практике почтовые марки не всегда обладают номиналом, выраженным в денежных единицах, например рублях, тенге, гривне и других. В некоторых условиях цена почтовой марки указывается в виде какой-либо буквы (литеры) для того, чтобы стоимость марок автоматически менялась при изменении курса национальной денежной единицы. Такие марки получили название «литерные». Применение подобных марок позволяет почтовой сети экономить: нет необходимости печатать почтовые марки с новым денежным номиналом, ибо можно продолжать хождение в почтовом обращении тех же самых литерных почтовых марок, продаваемых по возросшей цене. С 1994 года почта Украины стала использовать литерные почтовые марки для франкирования почтовой корреспонденции, в том числе и выходящей за пределы страны. Традиционно для международных писем и других почтовых отправлений тарифы выражаются в долларах США, поэтому номинал литерых марок эквивалентен доллару.
Порядок следования элементов в таблице соответствует номеру по каталогу марок Украины на официальном сайте Укрпочты (укр. КМД УДППЗ «Укрпошта»), в скобках приведены номера по каталогу «Михель».
| № по каталогу    | Изображение | Описание и источники                                     | Номинал | Дата выпуска       | Тираж    | Художник           |
| ---------------- | ----------- | -------------------------------------------------------- | ------- | ------------------ | -------- | ------------------ |
| № 373 (Mi #434I) |             | Чорнобривці. с укр. — «Бархатцы».                        | Д       | 1 апреля 2001 года | массовый | Александр Калмыков |
| № 374 (Mi #435I) |             | Соняшник. с укр. — «Подсолнечник».                       | E       | 1 апреля 2001 года | массовый | Александр Калмыков |
| № 375 (Mi #436I) |             | Кетяг калини. с укр. — «Гроздь калины».                  | Ж       | 1 апреля 2001 года | массовый | Александр Калмыков |
| № 376 (Mi #437I) |             | Колоски пшениці. с укр. — «Колосья пшеницы».             | Є       | 1 апреля 2001 года | массовый | Александр Калмыков |
| № 377 (Mi #433I) |             | Мальви. с укр. — «Мальвы».                               | B       | 1 апреля 2001 года | массовый | Александр Калмыков |
| № 378 (Mi #438I) |             | «Тризуб на фоні неба». с укр. — «Трезубец на фоне неба». | P       | 1 апреля 2001 года | массовый | Александр Калмыков |

## Комментарии
1. ↑  Коммеморативные марки — обобщённое название специальных художественных (памятных, юбилейных и других) почтовых марок. Для упрощения терминологии в случаях, когда требуется лишь подчеркнуть, что данная марка не является общеупотребляемой (то есть стандартной), под термином «коммеморативная марка» подразумевают, кроме перечисленных выше, также тематические (рисунки которых, посвящены определённой теме коллекционирования) марки. Также все упомянутые марки, объединённые термином «коммеморативная», имеют общую черту: как правило, такие марки изготовляются на высоком полиграфическом уровне[3].
2. ↑  Ниже приведён перечень памятных художественных марок (с возможностью сортировки по номиналу, тиражу и дате введения в обращение).
3. ↑  Ниже приведён перечень стандартных марок (с возможностью сортировки по номиналу, тиражу и дате введения в обращение).
4. ↑  Литерный номинал «Д» эквивалентен 0,30 грн (курсовая стоимость марки приведена по данным Укрпочты на 27 октября 2017 года)[27].
5. ↑  Литерный номинал «E» эквивалентен 0,70 грн (курсовая стоимость марки приведена по данным Укрпочты на 27 октября 2017 года)[27].
6. ↑  Литерный номинал «Ж» эквивалентен 1,00 $[27].
7. ↑  Литерный номинал «Є» эквивалентен 0,70 $[27].
8. ↑  Литерный номинал «B» эквивалентен 0,10 грн (курсовая стоимость марки приведена по данным Укрпочты на 27 октября 2017 года)[27].
9. ↑  Литерный номинал «P» эквивалентен 2,00 $[27].